# Radhof (Gemeinde Haag)
Radhof ist eine Streusiedlung und eine Katastralgemeinde in der Stadtgemeinde Haag im Bezirk Amstetten, Niederösterreich.
Der Ort befindet sich im niederösterreichischen Alpenvorland, im Westen des Mostviertels und  nördlich von Haag und besteht neben Radhof aus den Ortsteilen Dörfl, Hub, Spitzenwinkel, Stibitzhof und einigen Einzellagen.